# Romualdo-Höhle
Die Romualdo-Höhle (kroatisch Romualdova pećina) liegt auf der Halbinsel Istrien in Kroatien, am Ende des Limski-Kanals, etwa zehn Kilometer östlich von Vrsar an der Adria. Es handelt sich um eine etwa 105 Meter lange, etwa 97 Meter über dem Meer liegende Höhle mit bis zu sechs Meter hohen Sälen. Benannt ist sie nach dem ehemaligen Benediktiner und späteren Heiligen Romualdo von Ravenna, der um das Jahr 1000 in das Gebiet kam und sich 1002 für zwei Jahre in der Höhle als Eremit niederließ.
Seit 1978 wurde die Romualdo-Höhle wissenschaftlich erforscht. Dabei stieß man auf Knochenüberreste von mehr als 40, teilweise ausgestorbenen, eiszeitlichen Tierarten. Nachweisen ließen sich Höhlenbär, Höhlenlöwe und Höhlenhyäne. Heute lebt eine Kolonie von etwa 3000 Myotis-Fledermäusen in der Höhle. Stand Juli 2015 sind es noch 200 Fledermäuse. Während der Steinzeit lebten auch Neandertaler in der Höhle. Teilweise sind die Wände im Inneren mit Bildern bemalt.
Die Höhle ist zurzeit für Besucher geschlossen.